# Palisades Tahoe
Palisades Tahoe, tot 2021 bekend als Squaw Valley Ski Resort, is een wintersportgebied in de Sierra Nevada in de Amerikaanse staat Californië. Het bevindt zich in Olympic Valley in Placer County, ten westen van Lake Tahoe. Palisades is een van de grootste skigebieden van Californië en was de locatie van de Olympische Winterspelen 1960. Het ligt in een streek met erg veel sneeuwval. Jaarlijks trekt Palisades zo'n 600.000 bezoekers.

## Geschiedenis
Het wintersportgebied werd speciaal voor de Olympische Spelen aangelegd. Skiër Wayne Poulsen en advocaat Alex Cushing namen hiervoor het initiatief. Het skidorp werd aangelegd naar Europees voorbeeld, met allerlei voorzieningen op de berg in plaats van in het dal. Bij de opening had Squaw Valley de langste tweepersoonsstoeltjeslift ter wereld. De Olympische Winterspelen – de eerste die live werden uitgezonden op televisie – gaven Squaw Valley onmiddellijke bekendheid bij een breed publiek. 
In 2010 werd het gebied eigendom van KSL Capital Partners. In 2012 fuseerde Squaw Valley met het zuidelijker gelegen Alpine Meadows. Er zijn plannen om beide skigebieden met een grote gondelbaan met elkaar te verbinden, over het private skigebied White Wolf Mountain dat tussen de twee ligt. In 2017 vormde KSL samen met Aspen/Snowmass Alterra Mountain Company, dat zo'n 15 wintersportgebieden bundelt. In 2021 kreeg het wintersportgebied een nieuwe naam, omdat de term 'squaw' als beledigend beschouwd werd naar indianen en vrouwen.

## Wintersport
Het wintersportgebied telt 29 skiliften en meer dan 170 pistes. Skiërs en snowboarders kunnen gebruikmaken van 16,2 km² bergflank. De pistes bevinden zich op de flanken van de Snow King (2303 m), de KT-22 (2459 m), de Squaw Peak (2708 m), de Emigrant (2674 m) en de Granite Chief Peak (2745 m), ten westen en zuiden van het skidorp. 
Het skidorp bevindt zich aan het uiteinde van een langgerekte meadow op zo'n 1890 meter boven zeeniveau. Er zijn verschillende hotels, huurappartementen, winkels, eetgelegenheden en openbare voorzieningen. Ten oosten ligt een golfterrein en het Squaw Valley Resort. Op de flank ten noorden van de meadow is verspreide bebouwing. 
Het skigebied telt twee stations op de berg: High Camp en Gold Coast, met een aantal voorzieningen voor skiërs.

## Fotogalerij

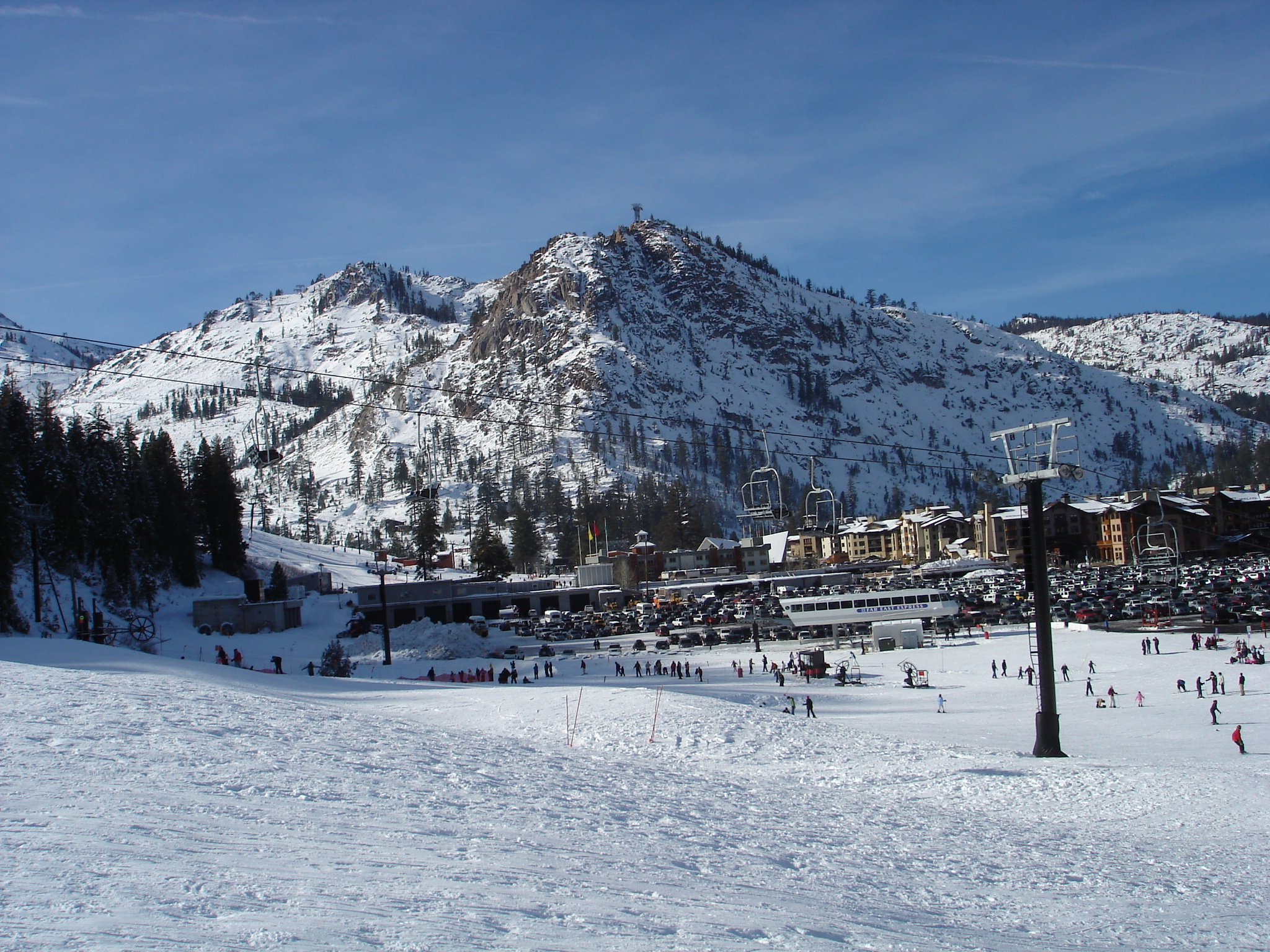
Zicht op het skidorp vanaf het oosten
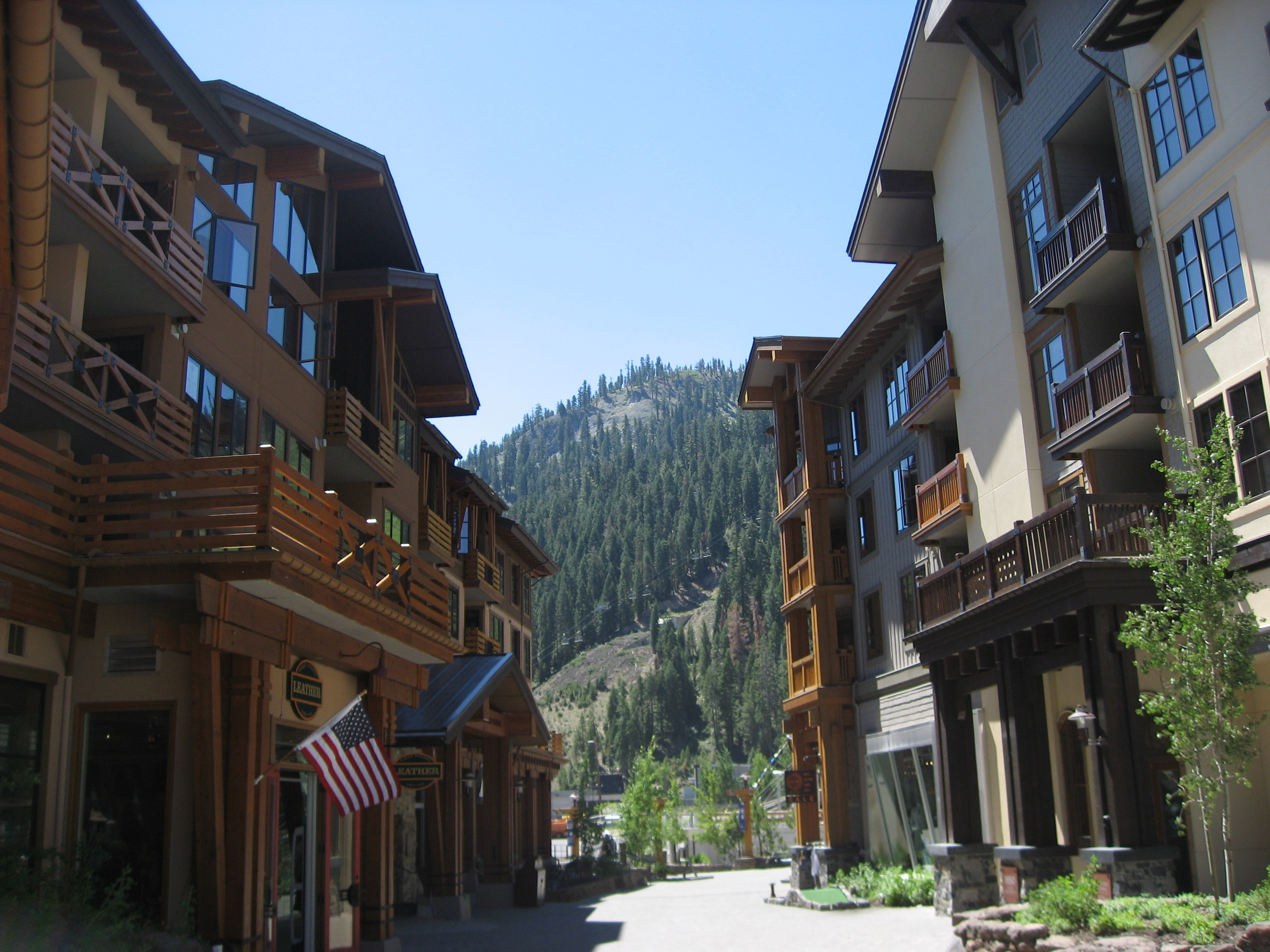
Olympic Valley in de zomermaanden
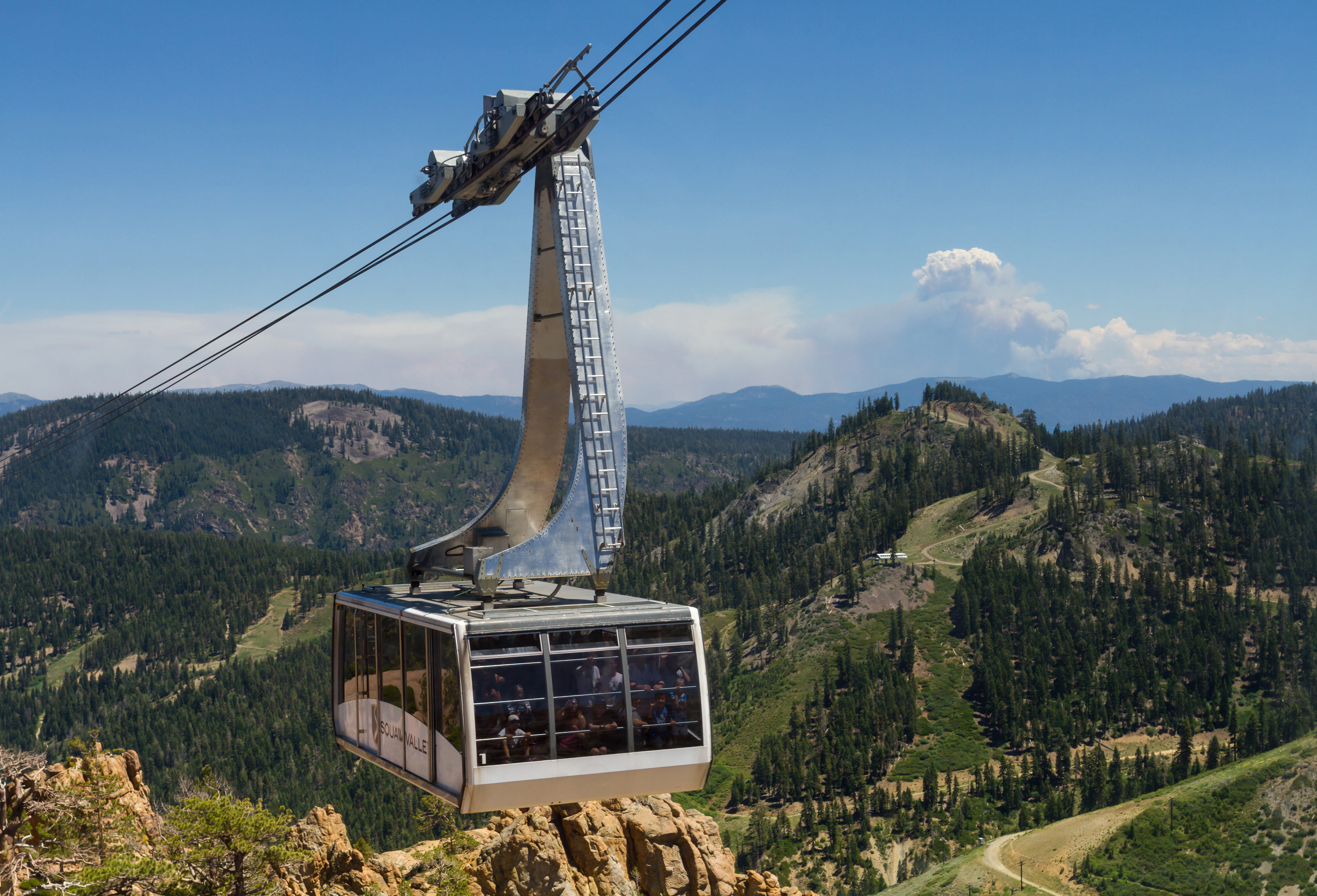
Gondelbaan tussen Olympic Valley en High Camp
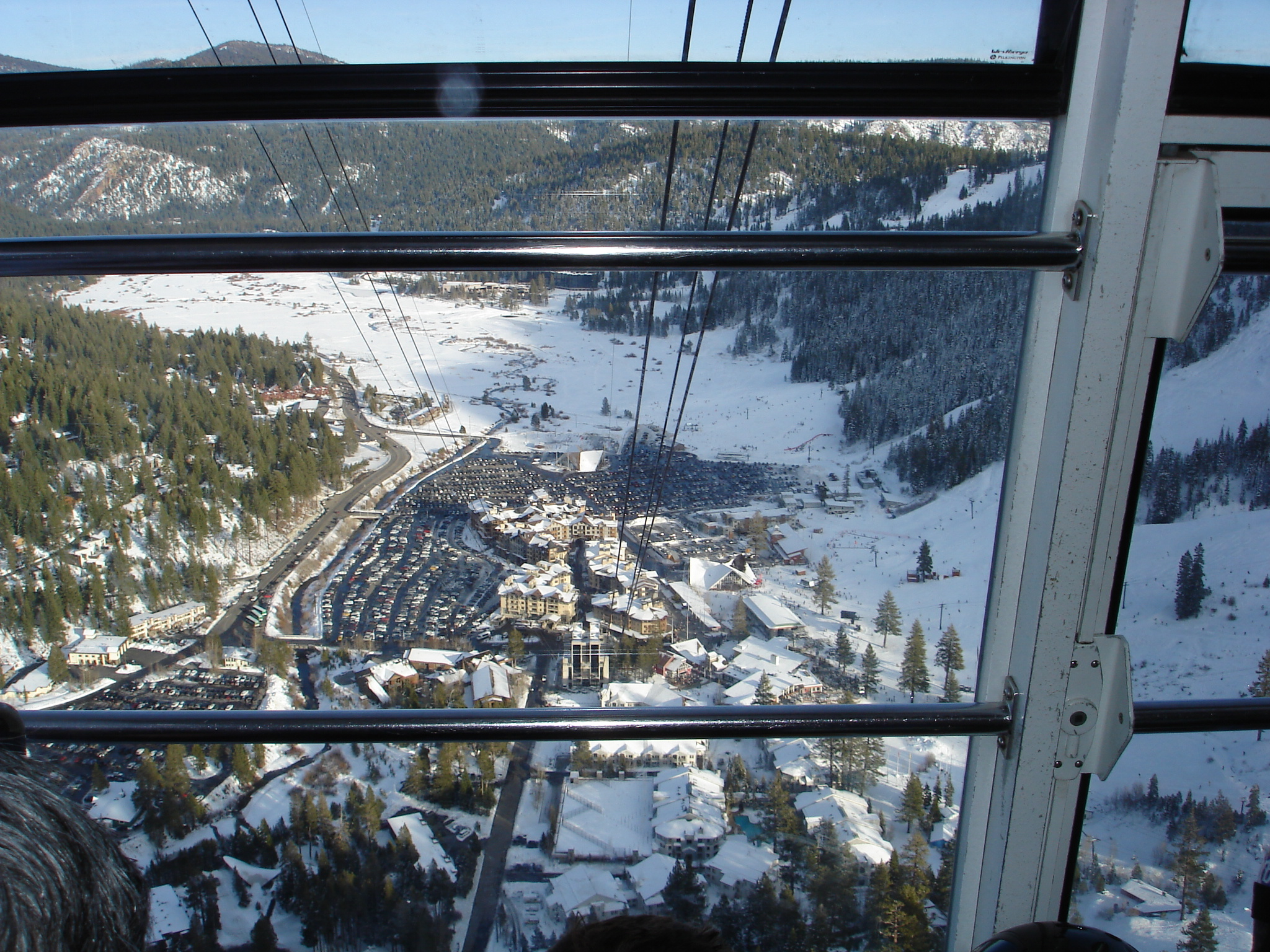
Het skidorp (omgeven door parkeerterreinen) en de langgerekte made erachter, gezien vanaf de gondelbaan in het westen
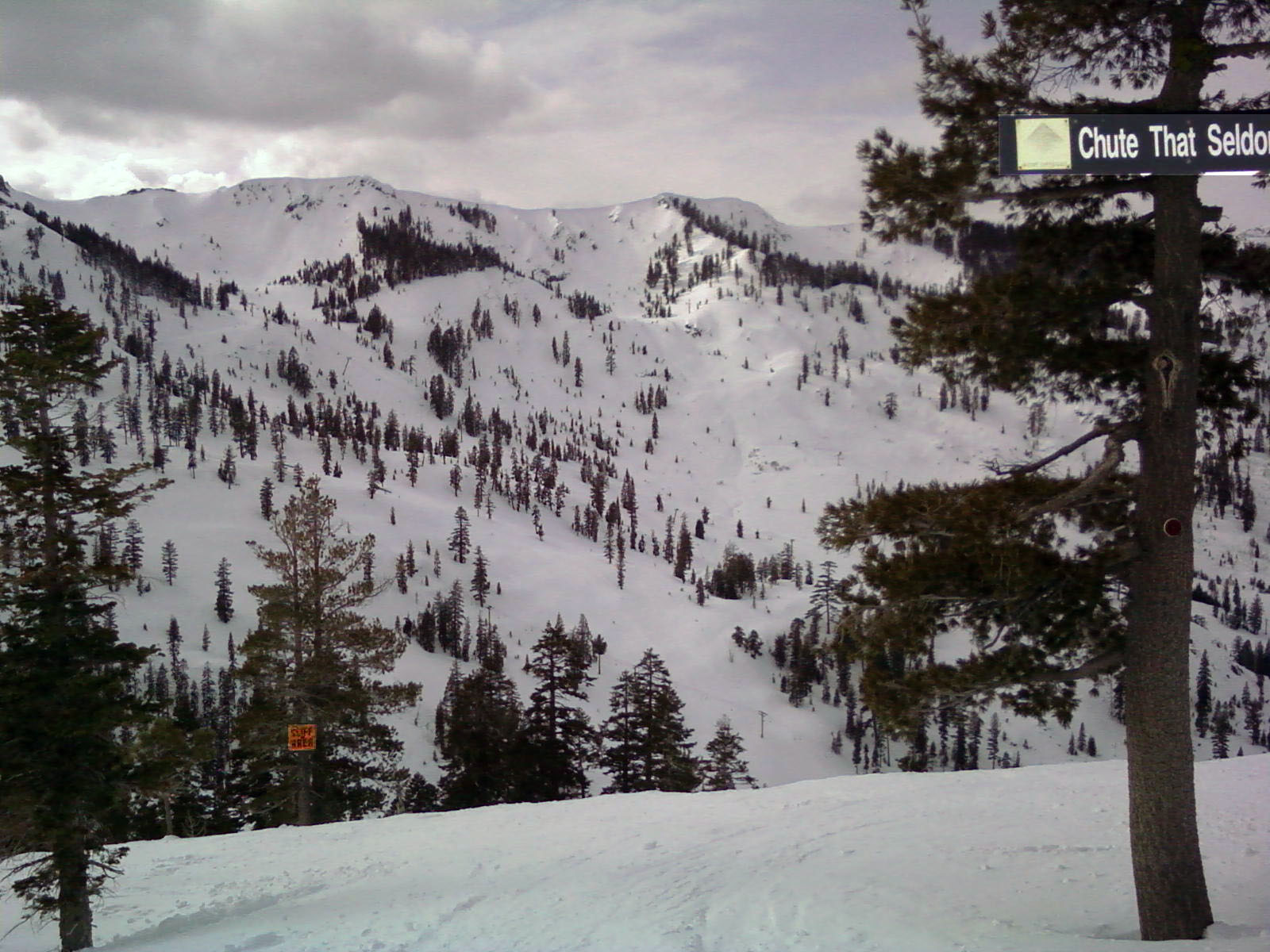
Sinds 2012 maakt Alpine Meadows, dat niet via liften of pistes verbonden is met de rest van het skigebied, er integraal deel vanuit